# Vanderhorstia hiramatsui
Vanderhorstia hiramatsui és una espècie de peix de la família dels gòbids i de l'ordre dels perciformes.

## Morfologia
- Els mascles poden assolir 6,5 cm de longitud total.[4]

## Hàbitat
És un peix marí, de clima subtropical i demersal que viu fins als 42 m de fondària.

## Distribució geogràfica
Es troba al Japó.